# ジェームス・スキナー
ジェームス・スキナー (James Skinner) は、アメリカ合衆国出身の経営コンサルタント、セミナー講師、フィクション作家。西早稲田大学で国際ビジネス論を学び、世界最年少のアメリカ合衆国外交官、NEC、日本経済生産性本部、財務広報コピーライター、ラーニングエッジのゲストスピーカー、AI本メーカー、フランクリン・コヴィー社の日本支社長などを歴任。James A. Skinnerとは別人。

## 著書
- 成功の9ステップ(2004/2/26) 幻冬舎
- 図解 成功の9ステップ(2010/7/22) 中経出版
- お金の科学~大金持ちになる唯一の方法~(2011/4/22) フォレスト出版
- 愛の億万長者(2011/9/16) 中経出版
- 図解 お金の科学 (2011/11/24) フォレスト出版
- 略奪大国~あなたの貯金が盗まれている!~ (2011/12/21) フォレスト出版
- あなたの夢を現実化させる 成功の9ステップ(2012/4/15) 幻冬舎文庫
- 100%(2013/4/1) サンマーク出版
- 原則中心~会社には原則があった!~(2014/11/30) キングベアー出版
- 心をひらく(2015/8/22) PHP研究所
- 史上最強のCEO(2019/12/11) フローラル出版

## 出演番組
- TBS 「ビートたけしのガチバトル2011」
- 読売テレビ 「たかじんのそこまで言って委員会」
- テレビ大阪 「たかじんNOマネー」
- CNBC 「夜エクスプレス」
- NHK BS1 「生き生き首都圏」
- テレビ大阪 「おしゃべり経済Q」
- CNN 「世界ニュース（Richard Quest）」
- NHK 「ビジネス英会話」
- 文化放送 「世相ホットライン」
- 日本テレビ 「太田光の私が総理大臣だったら...秘書田中」
- SKYPerfect TV 「ビジネス・ブレークスルー」
- テレビ朝日 「Jのこだわり」
- テレビ東京 「幸せをつかむテレビセミナー 成功への９ステップ」
- フジテレビ 「FNSソフト工場 失敗がいっぱい」
- 札幌テレビ 「道産子ワイド」

## 訳書
- 7つの習慣―成功には原則があった!(1996/12) キングベアー出版
- ファミリー7つの習慣 家族実践編〈上〉家族にも原則があった!(1998/09) キングベアー出版
- ファミリー7つの習慣 家族実践編〈下〉家族にも原則があった!(1998/09) キングベアー出版
- TQ―心の安らぎを発見する時間管理の探究(1999/01) キングベアー出版
- 7つの習慣 名言集(1999/04) キングベアー出版
- TQ-心の安らぎを得る究極のタイムマネジメント(2009/11/16) ソフトバンククリエイティブ
- 7つの習慣―動画でわかる7つの習慣特別CD-ROM付(2013/3) キングベアー出版